# The Wolf and the Lion
"The Wolf and the Lion"  (em português:  "O Lobo e o Leão") é o quinto episódio da série Game of Thrones. Foi ao ar no dia 15 de maio de 2011. O episódio foi escrito pelos criadores da série e produtores executivos, David Benioff e D. B. Weiss, sendo dirigido por Brian Kirk.
O enredo se foca em Porto Real e nas investigações de Lorde Eddard Stark sobre a morte da antiga Mão do Rei. Na cidade, o Torneio da Mão chega ao final enquanto várias facções que lutam pelo poder começam a aparecer. O delicado equilíbrio é desfeito quando chega a notícia de que Tyrion Lannister foi capturado por Catelyn Stark.
Com este episódio a temporada chega a sua metade e a ação aumenta consideravelmente. Apesar de serem um tópico de discussão em Porto Real, Daenerys e Sor Jorah não aparecem nesse episódio. Jon Snow e todos os personagens da Muralha também estão ausentes, e Robb Stark não aparece nas cenas de Winterfell. Dessa forma, Emilia Clarke, Iain Glen, Harry Lloyd, Kit Harington e Richard Madden têm seus nomes omitidos dos créditos iniciais.

## Enredo

### No Vale de Arryn
Lady Catelyn Stark (Michelle Fairley) lidera sua comitiva para leste, atravessando as Montanhas da Lua para chegar ao Vale de Arryn, com Tyrion Lannister (Peter Dinklage) como prisioneiro. Eles são atacados pelos nômades do Vale, e Tyrion usa a oportunidade para conseguir mais liberdade e respeito de seus companheiros de viagem, particularmente o mercenário Bronn (Jerome Flynn). Catelyn leva sua comitiva para o Ninho da Águia porque a viúva de Jon Arryn, Lysa (Kate Dickie), é sua irmã, porém ela encontra Lysa mentalmente instável e com medo do poder dos Lannister. Catelyn também encontra seu sobrinho, Robin Arryn (Lino Facioli), um menino fraco e super protegido pela mãe. Tyrion é deixado nos calabouços do Ninho da Águia, as "celas do céu" que são abertas de um lado para o penhasco da montanha, enquanto Lysa se prepara para julgá-lo pela morte do marido.

### Em Winterfell
Tanto Bran (Isaac Hempstead-Wright) quanto Theon (Alfie Allen) continuam a se irritar e se frustrar com as restrições de suas vidas: Theon contra sua vida de refém e protegido, apesar de sua posição social, por seu pai ter se rebelado contra o Trono de Ferro; e Bran contra sua paralisia e o fato de que sua mãe o deixou ainda no coma.

### Em Porto Real
Eddard Stark (Sean Bean) conversa com Varys (Conleth Hill), que conta a maneira como Jon Arryn morreu, um veneno chamado de "Lágrimas de Lys", e sugere que o antigo escudeiro de Lorde Arryn, o agora cavaleiro Sor Hugh do Vale, foi o envenenador. Finalmente, ele diz a Ned porque Arryn foi morto, "Ele estava fazendo perguntas".
Arya (Maisie Williams), enquanto isso, está ocupada caçando um gato pela Fortaleza Vermelha, e acaba por ouvir uma conversa secreta entre Varys e Magíster Illyrio (Roger Allam), que estão tramando para impedir que o Reino caia em caos, e se preocupam que a nova Mão possa ser morta como foi a última. Arya tenta avisar seu pai, porém não consegue identificar os conspiradores (um resquício do livro, onde o leitor deve identificá-los a partir de suas descrições físicas), e os dois são interrompidos por Yoren (Francis Magee), que informa que Catelyn raptou Tyrion Lannister. Ao mesmo tempo, Varys é confrontado por Petyr "Mindinho" Baelish (Aidan Gillen), que o acusa de trair o Reino ao conspirar com Illyrio.
As notícias da gravidez de Daenerys Targaryen chegam, entregues pelo espião de Varys, Sor Jorah Mormont. O Rei Robert Baratheon (Mark Addy), com medo de uma possível invasão dos Targaryen e dos dothraki, dá ordem para matá-la. Ned, acreditando que Daenerys é apenas uma criança inocente, se recusa a obedecer tais ordens e renuncia ao seu cargo de Mão do Rei, porém é dissuadido a deixar a cidade pela oferta de Mindinho, ver a última pessoa que Jon Arryn conversou antes de sua morte. A pessoa é uma prostituta, Mhaegan (Antonia Christopher), com um outro bastardo do Rei Robert nos braços. Enquanto ele deixava o bordel, Ned e seu pessoal são emboscados por Sor Jaime Lannister (Nikolaj Coster-Waldau), que quer se vingar pelo sequestro de Tyrion. Apesar de uma luta brutal, o Regicida sai vitorioso, com toda a guarda de Eddard morta, incluindo seu capitão Jory Cassel (Jamie Sives), e com Ned sendo ferido gravemente na perna.

## Produção

### Roteiro
"The Wolf and the Lion" foi escrito pelos criadores da série, e podutores executivos, David Benioff e D. B. Weiss, baseado no livro de George R. R. Martin. O episódio inclui os capítulos 31 ao 36 do livro (Eddard VII, Tyrion III, Arya IV, Eddard VIII, Catelyn V e Eddard IX).
A adaptação para a televisão continuou com a tendência de incluir novas cenas para aprofundar personagens que são abrangidos mais superficialmente no livro, por não serem personagens de ponto de vista. As cenas criadas incluem as conversas entre Mindinho e Varys, o Rei Robert com a Rainha Cersei e os amantes Renly e Loras. Os roteiristas do programa usaram essa oportunidade para fazer explícita as relações entre Renly e Loras, que foram apenas sugeridas nos livros.

### Seleção de elenco
Finn Jones faz sua primeira aparição como Sor Loras Tyrell, o jovem cavaleiro conhecido como "O Cavaleiro das Flores". A escolha foi uma das primeiras a serem anunciadas, sendo confirmada pelo autor George R. R. Martin em junho de 2010, depois da informação ter vazado uma semana antes do contrato ter sido assinado. O ator foi inicialmente considerado para o papel de Jon Snow quando o piloto estava sendo filmado.
A nova locação do Vale de Arryn introduz alguns personagens: a atriz escocesa Kate Dickie interpreta Lady Lysa Arryn. Apesar de Dickie não ser parecida com a discrição física de Lysa no livro, Martin disse que sua atuação nos testes foi excelente. O papel de seu filho (chamado na série de Robin para evitar confusão com o Rei Robert) foi para Lino Facioli, um ator nascido no Brasil, e o cavaleiro do Vale, Sor Vadis Egen, foi interpretado por Brendan McCormack.
A modelo de lingerie Emily Diamond tem um papel como uma prostituta que provoca Jory Cassel em um bordel. Diamond havia sido originalmente contratada como dublê de corpo, porém os produtores gostaram tanto dela que acabaram dando um papel a ela. Também aparecendo nesse episódio esta o membro da equipe de seleção de elenco Robert Sterne, que reprisa seu papel como membro da Patrulha da Cidade.

### Locações

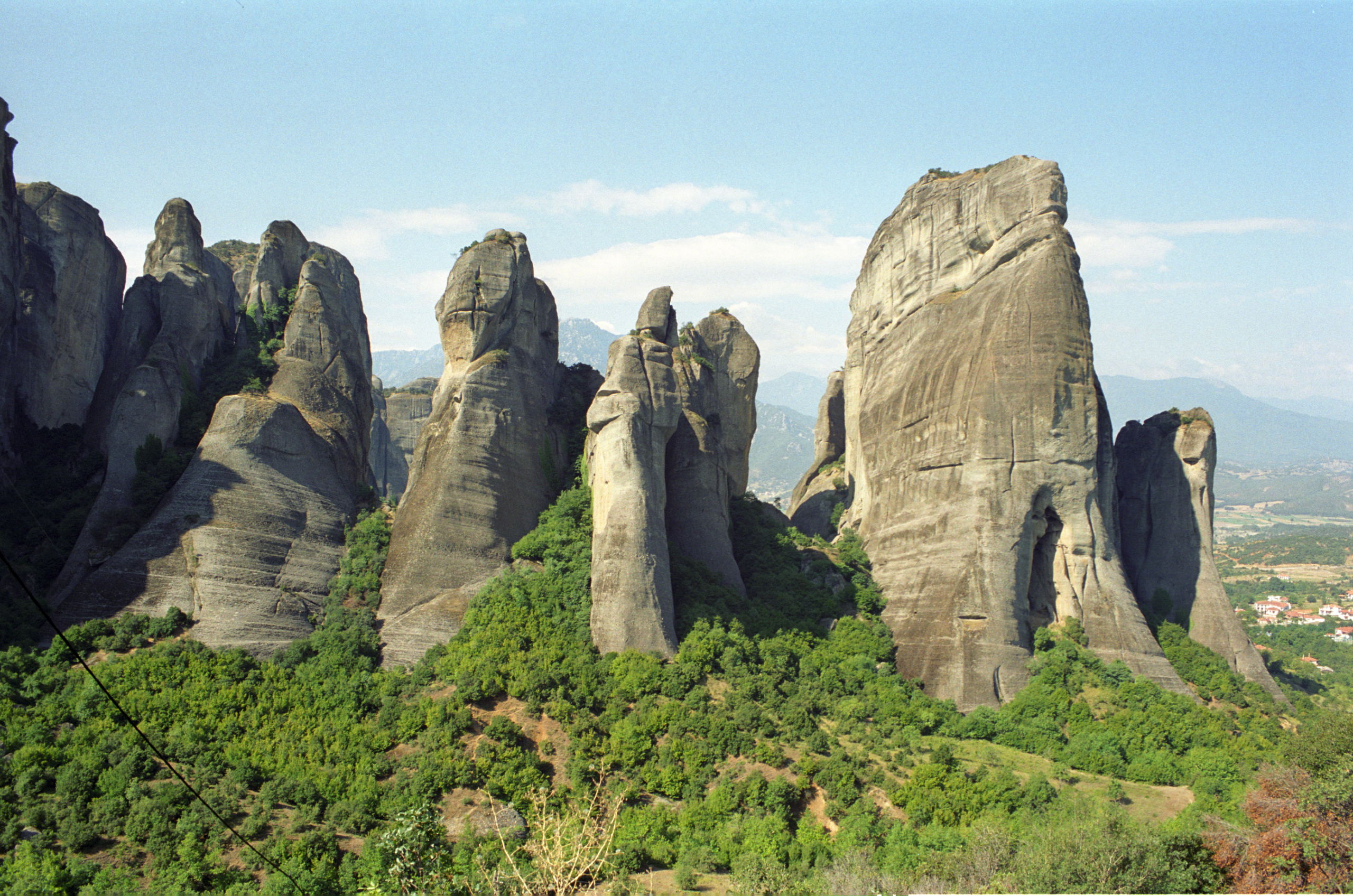
Metéora, na Grécia, foi usada para compor as imagens do Vale de Arryn.

Os interiores do episódio foram fimados no estúdio The Paint Hall, Irlanda do Norte. Para as masmorras da Fortaleza Vermelha onde Arya se perde ao perseguir um gato, as masmorras do Forte de St. Angelo, na cidade de Birgu, Malta, foram usadas.
Para as composições de computação gráfica do Vale de Arryn, como é visto nas tomadas de estabelecimento do Ninho da Águia e das celas de céu, a equipe de efeitos visuais usou imagens e texturas das formações rochosas gregas de Metéora. Inicialmente eles consideraram usar as Montanhas de Zhangjiajie, na China, porém devido ao fato que as chapas básicas de paisagem com os atores estavam sendo filmadas na Irlanda do Norte, o uso de Metéora foi uma melhor opção.

### Coreografia
"The Wolf and the Lion" têm um grande número de cenas de luta que tiveram de ser coreografadas. O cordenador de lutas, Buster Reeves, criou todos os movimentos e os ensinou aos membros do elenco, também ensinando-os como dar um senso de agressividade real. Reeves comentou que a emboscada dos homens da Montanha foi uma das mais difíceis, já que ele tinha muitas pessoas lutando ao mesmo tempo na mesma cena, tendo de fazer com que todos parececem originais e empolgantes, também notando quão intimidador pode ser para os atores ver 20 dublês avançando contra eles com machados e espadas.

## Recepção

### Audiência
"The Wolf and the Lion" atraiu 2.6 milhões de espectadores em sua primeira exibição, mais um aumento em relação aos 2.5 milhões do episódio anterior. Junto com sua primeira reprise que foi ao ar na mesma noite, o episódio atraiu 3.3 milhões de espectadores.

### Crítica
"The Wolf and the Lion" foi recebido com resenhas muito boas pela crítica especializada, com muitos o chamando de o melhor episódio até o momento. Maureen Ryan, da TV Squad, deu ao episódio uma nota 90 de 100, destacando o excepcional trabalho do elenco e o excelente roteiro. Tanto Todd VanDerWerff quanto David Sims, ambos da A.V. Club, deram ao episódio uma nota A.
Os críticos concordaram que após quatro episódios apresentando o cenário e os personagens principais, a história começou a ir mais rápido e os riscos cresceram. Davis Sims o considerou como "o ponto onde todas as intrigas, conversas e ajustes começam a ir para frente e ganhar uma verdadeira dinâmina". James Poniewozik, escrevendo para a TIME, disse que o episódio deixou as "espadas conversarem", e "enquanto  houve algumas cenas significantes de conversa, o diálogo foi além da história de Westeros para levar o enredo a direções bem interessantes".
Maureen Ryan acreditou que um dos motivos do episódio funcionar tão bem reside no fato de ele ter deixado de lado as histórias da Patrulha da Noite e dos dothraki, se focando em uma única locação. Todd VanDerWerff concorda com ela, adicionando que a cada episódio os roteiristas se tornam mais ousados e incluem novas cenas que não estão presentes no livro, completando o material de origem.
Outros aspectos do episódio que foram destacados pelos críticos estão as efetivas cenas de luta e os visuais (especialmente para o Ninho da Águia e suas celas do céu, e para o visual dos crânios dos dragões).

## Dedicação
O episódio é dedicado "à memória de Caroline Lois Benoist". Benoist era uma treinadora de animais que estava trabalhando na produção há seis meses, principalmente treinandos os cachorros que interpretam os lobos gigantes. Benoist, 26 anos, adoeceu e deixou a produção em 16 de dezembro de 2010, morrendo de gripe suína uma semana depois.

## Cenas eróticas
Cena existe entre 16:00 e 17:00.